# Division 2 1961/62
Die Division 2 1961/62 war die 23. Austragung der zweithöchsten französischen Fußballliga. Zweitligameister wurde FC Grenoble.

## Vereine
Teilnahmeberechtigt waren die 14 Vereine, die nach der vorangegangenen Spielzeit weder in die erste Division aufgestiegen waren noch ihre Lizenz – freiwillig oder gezwungen – aufgegeben hatten; dazu kamen vier Erstligaabsteiger und ein bisheriger Amateurklub, der die Profilizenz erhalten hatte.
Somit spielten in dieser Saison folgende 19 Mannschaften um die Meisterschaft der Division 2:
- vier Mannschaften aus dem äußersten Norden (CO Roubaix-Tourcoing, OSC Lille, US Boulogne, Absteiger US Valenciennes-Anzin),
- drei aus Paris beziehungsweise der Champagne (CA Paris, Neuling Red Star Olympique, Absteiger AS Troyes-Savinienne),
- zwei aus dem Nordosten (US Forbach, Racing Club Franc-Comtois Besançon),
- vier aus dem Westen (AS Cherbourg, FC Nantes, Absteiger FC Limoges, Girondins Bordeaux),
- sechs aus dem Süden (Absteiger FC Grenoble, AS Béziers, AS Aix, Olympique Marseille, SC Toulon, AS Cannes).

Einen direkten Auf- und Abstieg in Abhängigkeit vom sportlich erzielten Ergebnis gab es lediglich zwischen erster und zweiter Profi-Division; nach dem Zweiten Weltkrieg war über einige Jahre ein Abstieg in die dritthöchste Spielklasse eingeführt worden, der allerdings inzwischen nicht mehr in Kraft war. Ein Zweitdivisionär konnte also alleine in dem Fall absteigen, dass er seine Lizenz abgab oder sie ihm entzogen wurde. Bisherige Amateurmannschaften hingegen konnten auch weiterhin nur dann zur folgenden Saison in die Division 2 aufsteigen, wenn sie vom zuständigen Verband FFF die Genehmigung erhielten, professionellen Status anzunehmen.
Auch in dieser Saison gab es keine Relegation zwischen dem am schlechtesten platzierten Erstligisten, der nicht direkt abstieg, und dem besten, nicht direkt aufstiegsberechtigten Zweitligisten.

## Saisonverlauf
Jede Mannschaft trug gegen jeden Gruppengegner ein Hin- und ein Rückspiel aus, einmal vor eigenem Publikum und einmal auswärts. Es galt die Zwei-Punkte-Regel; bei Punktgleichheit gab das Torverhältnis den Ausschlag für die Platzierung. In Frankreich wird bei der Angabe des Punktverhältnisses ausschließlich die Zahl der Pluspunkte genannt; hier geschieht dies in der in Deutschland zu Zeiten der 2-Punkte-Regel üblichen Notation.
Hinsichtlich der vier Aufstiegsplätze hatte nur für Grenoble frühzeitig die Gewissheit des sofortigen Wiederaufstieges bestanden, während Valenciennes-Anzin – gleichfalls nach nur einem Zweitligajahr –, Bordeaux und Marseille erst kurz vor Saisonende für die Division 1 planen konnten, nachdem sie sich schließlich von den hauptsächlichen Verfolgern Troyes, Nantes und Besançon entscheidend abgesetzt hatten. Limoges war der einzige Vorjahresabsteiger, der in diesen Kampf nicht hatte eingreifen können. Am unteren Ende der Tabelle platzierten sich Cherbourg, Forbach, Paris und Roubaix-Tourcoing sowie zwischen diesen mit Béziers eine Mannschaft, die in der vorangehenden Spielzeit als Fünfter noch an das Tor zum fußballerischen „Oberhaus“ geklopft hatte.
Mit einem Mittelwert von 2,76 Toren je Spiel (944 Treffer in 342 Begegnungen) stellten die teilnehmenden Mannschaften zudem einen neuen Negativrekord in der Geschichte der Division 2 auf. Die Torjägerkrone gewann Serge Masnaghetti aus Valenciennes mit 21 Treffern, und auch dies war der niedrigste Wert, seit es die zweite Liga gab. Nach Saisonende gab kein Verein seinen Profistatus auf, und der französische Fußballverband erteilte auch keinem Amateurverein eine neue Lizenz. Zur folgenden Spielzeit kamen vier Absteiger aus der Division 1 hinzu – die AS Saint-Étienne, die gleichwohl in diesem Sommer den Landespokalwettbewerb gewonnen hatte, der FC Sochaux, Le Havre AC und der FC Metz –, so dass die zweite Liga dann weiterhin mit 19 Mannschaften spielen sollte.

## Abschlusstabelle
| Pl. | Verein                    | Sp. | S  | U  | N  | Tore    | Quote | Punkte |
| --- | ------------------------- | --- | -- | -- | -- | ------- | ----- | ------ |
| 1.  | FC Grenoble (A)           | 36  | 23 | 6  | 7  | 065:350 | 1,86  | 52:20  |
| 2.  | US Valenciennes-Anzin (A) | 36  | 19 | 8  | 9  | 059:300 | 1,97  | 46:26  |
| 3.  | Girondins Bordeaux        | 36  | 17 | 12 | 7  | 055:310 | 1,77  | 46:26  |
| 4.  | Olympique Marseille       | 36  | 17 | 10 | 9  | 050:380 | 1,32  | 44:28  |
| 5.  | AS Troyes-Savinienne (A)  | 36  | 15 | 11 | 10 | 069:590 | 1,17  | 41:31  |
| 6.  | FC Nantes                 | 36  | 16 | 8  | 12 | 043:430 | 1,00  | 40:32  |
| 7.  | Racing FC Besançon        | 36  | 15 | 9  | 12 | 038:370 | 1,03  | 39:33  |
| 8.  | OSC Lille                 | 36  | 14 | 9  | 13 | 064:560 | 1,14  | 37:35  |
| 9.  | SC Toulon                 | 36  | 13 | 10 | 13 | 042:380 | 1,11  | 36:36  |
| 10. | Red Star Olympique (N)    | 36  | 13 | 10 | 13 | 050:510 | 0,98  | 36:36  |
| 11. | FC Limoges (A)            | 36  | 14 | 7  | 15 | 064:600 | 1,07  | 35:37  |
| 12. | AS Aix                    | 36  | 11 | 13 | 12 | 036:400 | 0,90  | 35:37  |
| 13. | AS Cannes                 | 36  | 14 | 6  | 16 | 053:570 | 0,93  | 34:38  |
| 14. | US Boulogne               | 36  | 12 | 7  | 17 | 047:680 | 0,69  | 31:41  |
| 15. | AS Cherbourg              | 36  | 11 | 7  | 18 | 047:640 | 0,73  | 29:43  |
| 16. | US Forbach                | 36  | 6  | 14 | 16 | 042:580 | 0,72  | 26:46  |
| 17. | AS Béziers                | 36  | 8  | 10 | 18 | 046:640 | 0,72  | 26:46  |
| 18. | CA Paris                  | 36  | 7  | 12 | 17 | 034:490 | 0,69  | 26:46  |
| 19. | CO Roubaix-Tourcoing      | 36  | 8  | 9  | 19 | 040:660 | 0,61  | 25:47  |

Platzierungskriterien: 1. Punkte – 2. Torquotient – 3. geschossene Tore
| (A) | Absteiger aus der Division 1 1960/61 |
| (N) | Neuaufsteiger                        |